# Ramón II. od Ribagorze
Ramón II. od Ribagorze (španjolski: Ramón II de Ribagorza) (umro 960. ili 964.) bio je španjolski plemić i grof Ribagorze u ranom srednjem vijeku.
Bio je sin grofa Bernarda I., kojeg je i naslijedio, a majka mu je bila gospa Toda Galíndez, kći aragonskog grofa Galinda II.
Oženio je gospu Gersendu od Armagnaca te su dobili 6 djece. Ovo je njihov popis:
- Unifredo de Ribagorza,[5] grof; muž neke Sanče
- Arnaldo de Ribagorza (grof)
- Isarno de Ribagorza (grof), otac sina Vilima Isárneza s konkubinom
- Odisendo de Ribagorza, biskup Pallarsa
- Ava od Ribagorze, grofica Kastilje[6]
- Toda od Ribagorze, grofica Ribagorze, supruga grofa Suñera I.